# Vương Nho Lâm
Vương Nho Lâm (tiếng Trung: 王儒林; bính âm: Wáng Rúlín; sinh tháng 4 năm 1953) là một chính trị gia Trung Quốc và quan chức địa phương cấp cao. Ông là Phó Chủ tịch Ủy ban Nông nghiệp và Nông thôn Toàn quốc. Từ năm 2014 đến năm 2016, ông là Bí thư Sơn Tây, nơi ông thành công trong các nỗ lực chống tham nhũng như một phần của chiến dịch chống tham nhũng lớn hơn của Tập Cận Bình. Trước đây, ông từng là Bí thư Tỉnh ủy (2012–14) và Tỉnh trưởng Chính phủ Nhân dân (2009–12) của tỉnh Cát Lâm.

## Tiểu sử

### Thuở nhỏ
Vương Nho Lâm sinh năm 1953 tại Bộc Dương, tỉnh Hà Nam. Trong cuộc cách mạng văn hóa, ông đã làm việc tại huyện Phủ Tùng, Cát Lâm thực hiện lao động thủ công trong phong trào thanh niên xuống nông thôn làm việc. Sau đó ông tiếp tục làm việc cho đơn vị sản xuất lâm nghiệp địa phương. Ông gia nhập Đảng Cộng sản Trung Quốc tháng 11 năm 1973. Năm 1975, ông được khuyến khích tham gia các khóa đào tạo cán bộ do Đảng Cộng sản tổ chức, và sau đó được cử đi quản lý lâm nghiệp và nông nghiệp của tỉnh. Ông có bằng cử nhân tại Đại học Nông nghiệp Cát Lâm. Vào tháng 8 năm 1987, ông trở thành người đứng đầu Đoàn Thanh niên Cộng sản Trung Quốc tỉnh. Năm 1990, ông học thạc sĩ ngành kinh tế tại Đại học Cát Lâm.

### Sự nghiệp chính trị
Vương Nho Lâm trở thành thị trưởng của Thông Hóa vào năm 1993, và là giám đốc đảng của thành phố vào năm 1994. Năm 1998, ông được chuyển sang châu tự trị dân tộc Triều Tiên Diên Biên để bí thư Châu ủy. Năm 2001, ông được thăng chức phó Tỉnh trưởng Cát Lâm, và trở thành Bí thư Trường Xuân năm 2004. Tháng 12 năm 2009, ông được bổ nhiệm làm Tỉnh trưởng Cát Lâm, và chính thức được bầu làm Tỉnh trưởng vào tháng 1 năm 2010. Tháng 12 năm 2012 ông được thăng chức Bí thư Tỉnh ủy Cát Lâm.
Vào tháng 9 năm 2014, ông được bổ nhiệm làm Bí thư Tỉnh ủy Sơn Tây, thay thế cho Viên Thuần Thanh. Bayanqolu đã kế nhiệm ông làm Bí thư Tỉnh ủy Cát Lâm.
Ở Sơn Tây, ông được biết đến như một người thực thi hiệu quả các quy định của Đảng, và thay thế các vị trí bị bỏ trống bởi các quan chức bị sa thải do chiến dịch chống tham nhũng rộng rãi. Ông đã giành được lời khen ngợi đặc biệt cho cách ông đã thực hiện việc 'dọn dẹp' thực trạng chính trị Sơn Tây. Tuy nhiên, kinh tế của tỉnh phải chịu thiệt hại trong nhiệm kỳ của ông. Số liệu chính thức cho thấy tốc độ tăng trưởng của tỉnh trong năm 2015 đã chậm lại chỉ còn 3,1%, thấp hơn nhiều so với mục tiêu 9%.ref name="dw22"/>
Vào tháng 6 năm 2016, ông ngừng công tác ở vị trí Bí thư Tỉnh ủy Sơn Tây. Động thái này bất ngờ vì ông vẫn chưa đạt tuổi nghỉ hưu điển hình cho các quan chức cấp tỉnh, thường là ở 65. Ngoài ra, đã giành được lời khen ngợi cho những nỗ lực chống tham nhũng của ông ở Sơn Tây, nhiều người tin rằng ông được thăng lên chức vụ cao hơn. Người kế nhiệm ông là Lạc Huệ Ninh, người có bằng tiến sĩ về kinh tế, có vẻ bề ngoài tập trung lại ưu tiên của tỉnh về tăng trưởng kinh tế.
Vào ngày 2 tháng 7 năm 2016, ông được bổ nhiệm làm Phó Chủ tịch Ủy ban Nông nghiệp và Nông thôn Toàn quốc.
Ông là một Ủy viên dự khuyết của Ủy ban Trung ương Đảng Cộng sản Trung Quốc khóa XVII và là Ủy viên chính thức của Ủy ban Trung ương Đảng Cộng sản Trung Quốc khóa XVIII.